# Louis II de Salignac de La Mothe-Fénelon
Pour les articles homonymes, voir Fénelon (homonymie) et Salignac.
Louis II de Salignac de La Mothe-Fénelon (né vers 1577, mort à Sarlat le 22 mai 1639), est un ecclésiastique qui fut évêque de Sarlat du 1602 à 1639.

## Biographie
Louis II de Salignac de La Mothe-Fénelon est le fils d'Arnaud de Salignac de La Mothe-Fénelon et de Judith de Beynac, le neveu et successeur de Louis Ier de Salignac de la Mothe-Fénelon et le cousin germain du père de François de Salignac de La Mothe-Fénelon.
Louis de Salignac est désigné comme évêque de Sarlat par le roi Henri IV de France en 1602 et consacré à Rome en janvier suivant par le cardinal Bonifazio Bevilacqua Aldobrandini. Il prend possession de son évêché le 6 avril 1604. Pendant son épiscopat les Récollets les Clarisses et les Religieuses de Notre-Dame s'établissent à Sarlat. L'évêque entre en conflit avec le pouvoir royal en refusant de participer à l'Assemblée du clergé de 1624 qui se tient à Bordeaux. Le cardinal François d'Escoubleau de Sourdis archevêque de Bordeaux lors de la cession du 18 octobre usant de ses prérogatives, révoque ses vicaires généraux et confie l'administration du diocèse à Jean de Carbonières de Jayac le doyen du chapitre de chanoines de la cathédrale. Louis II décide alors de résigner son siège en faveur de Lancelot de Mullet de Volusan abbé de Saint-Pierre de Vertheuil en Médoc puis il se ravise après en avoir référé au Pape lorsque Lancelot est préconisé par le Grand conseil. Louis II fait alors appel devant le Conseil privé du roi et il est rétabli dans son évêché. Il meurt le 22 mai 1639 et il est inhumé dans la chapelle Saint-Benoit de sa cathédrale de Sarlat.